# David Payne
David Payne (født 24. juli 1982 i Cincinnati, Ohio, USA) er en amerikansk atletikudøver (hækkeløber), der vandt sølv på 110 meter hæk ved OL i Beijing 2008, hvor han kun blev besejret af cubanske Dayron Robles. Han vandt desuden bronze på samme distance ved VM i Osaka i 2007.